# Give Me the Night
"Give Me The Night" é uma canção composta pelo músico britânico Rod Temperton, ex-tecladista da banda Heatwave. Foi gravada em 1980 pelo cantor e guitarrista americano George Benson e foi a faixa título de seu álbum Give Me The Night, lançado no mesmo ano. Produzida pelo conceituado músico americano Quincy Jones, a canção fez um enorme sucesso comercial, dentro e fora dos Estados Unidos, ficando nas primeiras posições nos charts de diversos países. O single atingiu a posição número #1 no R&B Chart da Billboard, e também nos R&B Singles das revistas Record World, e Cash Box, na qual também ficou na posição número #1 no Top 100 R&B Singles no final de 1980. "Give Me The Night" deu a Benson a melhor posição de sua carreira na Billboard Hot 100, atingindo a posição número #4. Além de ser um single de música R&B, a canção também foi um single de música Disco, aparecendo na Hot Disco Singles da Billboard e na Disco Top 50 da Record World, onde atingiu as posições número #2 e #3, respectivamente. A canção foi um dos últimos singles de música Disco a se tornar um grande sucesso, com o declínio constante deste gênero no início dos anos 1980. "Give Me The Night" é o single mais bem sucedido de George Benson e a canção de maior sucesso de sua carreira.
Em 1981, a canção foi indicada ao Grammy Award para Best R&B Song, e ao American Music Award for Favorite R&B Song.

## Videoclipe oficial
A canção "Give Me The Night" possui um videoclipe oficial gravado em 1980 por George Benson e sua banda. Este videoclipe está disponível para ser livremente assistido clicando em George Benson - "Give Me The Night" (Videoclipe Oficial 1980)  no YouTube.

## Prêmios e indicações (awards)
| Ano  | Categoria                                                  | Resultado | Ref    |
| ---- | ---------------------------------------------------------- | --------- | ------ |
| 1981 | Prêmio Grammy Award para Best R&B Song (Melhor Canção R&B) | Indicado  | [ 9 ]  |
| 1981 | Prêmio American Music Award for Favorite Soul/R&B Song     | Indicado  | [ 10 ] |

## Desempenho nos charts

### Charts semanais
| Chart (1980)                          | Posição de pico |
| ------------------------------------- | --------------- |
| África do Sul (Springbok Radio)       | 5               |
| Austrália (Kent Music Report)         | 10              |
| Bélgica (Ultratop)                    | 11              |
| Canadá (CHUM)                         | 7               |
| Canadá - Top Singles (RPM)            | 22              |
| Europa (Europarade)                   | 14              |
| França (IFOP)                         | 3               |
| Irlanda (Irish Charts)                | 15              |
| Itália - Hit Parade (Musica e dischi) | 8               |
| Nova Zelândia (Recorded Music NZ)     | 4               |
| Noruega (VG-lista)                    | 8               |
| Países Baixos (Dutch Top 40)          | 8               |
| Países Baixos (Single Top 100)        | 9               |
| Suíça (Swiss Hitparade)               | 7               |
| UK Singles Chart (Official Charts)    | 7               |
| USA - Adult Contemporary (Billboard)  | 26              |
| USA - Adult Contemporary (RW)         | 8               |
| USA - R&B Chart (Billboard)           | 1               |
| USA - Top 100 R&B (Cash Box)          | 1               |
| USA - The R&B Singles (RW)            | 1               |
| USA - Disco Singles (Billboard)       | 2               |
| USA - Disco Top 50 (Record World)     | 3               |
| USA - The Hot 100 (Billboard)         | 4               |
| USA - The Singles Chart (RW)          | 6               |
| USA - Top 100 Singles (Cash Box)      | 6               |

| Chart (1980)                          | Posição |
| ------------------------------------- | ------- |
| Austrália (Kent Music Report)         | 91      |
| Bélgica (Ultratop)                    | 86      |
| Brasil (Top Hits)                     | 60      |
| Itália - Hit Parade (Musica e dischi) | 48      |
| Nova Zelândia (Recorded Music)        | 16      |
| Países Baixos (Dutch Top 40)          | 83      |
| Países Baixos (MegaCharts)            | 72      |
| UK - Top 100 (UK Music Charts)        | 94      |
| USA - Top 100 Singles (Cash Box)      | 41      |
| USA - 100 R&B Singles (CB)            | 1       |
| USA - Pop Singles (Billboard)         | 91      |
| USA - Soul Singles (Billboard)        | 17      |
| USA - Top Singles (Record World)      | 20      |
| USA - Top R&B Singles (RW)            | 7       |
| USA - Top Disco Singles (RW)          | 16      |

| Fim da Década (1980–1989)        | Posição |
| -------------------------------- | ------- |
| Greatest Soul Songs of the 1980s | 30      |

## Faixas do single

### 7" single (EUA)
| Ano  | Lado   | Canção              | Duração                      | Intérprete    | Compositores             | Produção     | Álbum             |
| ---- | ------ | ------------------- | ---------------------------- | ------------- | ------------------------ | ------------ | ----------------- |
| 1980 | Lado A | "Give Me The Night" | 3:41 3:52 (Singles editados) | George Benson | Rod Temperton            | Quincy Jones | Give Me The Night |
| 1980 | Lado B | "Dinorah, Dinorah"  | 4:15                         | George Benson | Ivan Lins, Vitor Martins | Quincy Jones | Give Me The Night |

- A duração de "Give Me The Night" no single de 7" possui duas versões editadas: uma com 3:41, e outra com 3:52.

### 12" single (EUA)
| Ano  | Lado   | Canção              | Duração         | Intérprete    | Compositores             | Produção     | Álbum             |
| ---- | ------ | ------------------- | --------------- | ------------- | ------------------------ | ------------ | ----------------- |
| 1980 | Lado A | "Give Me The Night" | 4:58 (Completa) | George Benson | Rod Temperton            | Quincy Jones | Give Me The Night |
| 1980 | Lado B | "Dinorah, Dinorah"  | 5:38            | George Benson | Ivan Lins, Vitor Martins | Quincy Jones | Give Me The Night |

- A duração de "Give Me The Night" no single de 12" possui sua duração total de 4:58.

### 12" single (UK)
| Ano de Gravação | Lado    | Canção                  | Duração         | Intérprete    | Produção     | Álbum             |
| --------------- | ------- | ----------------------- | --------------- | ------------- | ------------ | ----------------- |
| 1980            | Lado A  | "Give Me The Night"     | 4:58 (Completa) | George Benson | Quincy Jones | Give Me The Night |
| 1977            | Lado B1 | "The World Is A Ghetto" | 9:41            | George Benson | Tommy Lipuma | In Flight         |
| 1976            | Lado B2 | "Breezin'"              | 5:40            | George Benson | Tommy Lipuma | Breezin'          |

- O single de 12" lançado no Reino Unido possui Lado B duplo: "The World Is A Ghetto" (de 1977), e "Breezin'" (de 1976).

## Lado B ("Dinorah, Dinorah")
O Lado B do single de "Give Me The Night" contém uma versão instrumental de Benson para a canção "Dinorah, Dinorah", de autoria do cantor e compositor brasileiro Ivan Lins e do também brasileiro Vítor Martins. Foi gravada originalmente em 1977 pelo próprio Ivan Lins e está entre as canções mais populares do cantor, lançada em seu álbum Somos Todos Iguais Nesta Noite, com sua letra original em português. Porém, a versão de Benson é apenas instrumental e foi gravada em 1980 para seu álbum Give Me The Night.

## Créditos
- Compositor ‎– Rod Temperton[1]
- Produtor ‎– Quincy Jones[1]
- Guitarra e Voz ‎– George Benson[1]
- Arranjo Vocal e Ritmo ‎– Rod Temperton
- Arranjo (Ritmo) ‎– Quincy Jones
- Arranjo de Cordas e Corneta ‎– Jerry Hey
- Trompete ‎– Jerry Hey
- Saxofone, Flauta ‎– Kim Hutchcroft, Larry Williams
- Backing Vocals ‎– Patti Austin, Diva Gray, Jim Gilstrap, Jocelyn Allen, Tom Bahler
- Guitarra ‎– Lee Ritenour
- Contrabaixo ‎– Abraham Laboriel
- Bateria ‎– John Robinson
- Piano elétrico ‎– Herbie Hancock
- Percussão ‎– Paulinho da Costa
- Sintetizador ‎– Michael Boddicker
- Sintetizador (Baixo) ‎– Richard Tee